# Copa Libertadores 2008
Die Copa Libertadores 2008, ab diesem Jahr aufgrund eines neuen Sponsoringvertrages der Bankengruppe Santander auch Copa Santander Libertadores, war die 49. Auflage des wichtigsten südamerikanischen Fußballwettbewerbs für Vereinsmannschaften. Wie im Vorjahr nahmen 38 Mannschaften aus den 10 Mitgliedsverbänden der CONMEBOL und aus Mexiko teil. Aufgrund eines Sponsorenvertrags mit der Santander-Bankkgruppe heißt die Veranstaltung für die nächsten fünf Jahre offiziell Copa Santander Libertadores. Mit LDU Quito gewann erstmals ein Verein aus Ecuador das Turnier. Das Turnier begann am 29. Januar mit der Qualifikationsrunde und endete am 2. Juli 2008 mit dem Finalrückspiel.

## Modus
Bei Punktgleichheit in der Gruppenphase war die Tordifferenz für das Weiterkommen maßgebend, dann die Anzahl der erzielten Tore, danach die der auswärts erzielten Treffer. Sind auch diese gleich, entschied in der Gruppenphase das Los, in den K.-o.-Runden ein Elfmeterschießen. Lediglich im Finale folgte gegebenenfalls bei unentschiedenem Spielstand nach Hin- und Rückspiel vor dem Elfmeterschießen noch eine Verlängerung.

## Qualifikation
Die aufgrund der Qualifikationskriterien der jeweiligen Länder jeweils am schlechtesten platzierten Mannschaften jedes Landes trugen zwischen dem 29. Januar und dem 12. Februar 2008 eine Qualifikation für die Gruppenphase aus. Da Argentinien zusätzlich zu seinen fünf teilnahmeberechtigten Mannschaften auch den zusätzlich qualifizierten Titelverteidiger stellte, mussten zwei Mannschaften aus diesem Land in die Qualifikationsrunde. Es galt die Auswärtstorregel.
|                         | Gesamt |                      | Hinspiel | Rückspiel |
| ----------------------- | ------ | -------------------- | -------- | --------- |
| CD Olmedo               | 1:3    | CA Lanús             | 1:0      | 0:3       |
| Cruzeiro EC             | 6:3    | Club Cerro Porteño   | 3:1      | *3:2*     |
| Arsenal de Sarandí      | 3:2    | Mineros de Guayana   | 2:0      | 1:2       |
| CF Atlas                | 2:1    | La Paz FC            | 2:0      | 0:1       |
| Club Sportivo Cienciano | 1:0    | Montevideo Wanderers | 1:0      | 0:0       |
| Chicó FC                | 4:4    | Audax Italiano       | 4:3      | 0:1       |

* Das Rückspiel zwischen Cerro Porteño und dem Cruzeiro EC wurde in der 65. Minute abgebrochen.

## Gruppenphase
Das angegebene Datum bezieht sich jeweils auf die Ortszeit. Viele Spiele finden in Südamerika abends statt, was den frühen Morgenstunden des Folgetages in Mitteleuropa entspricht.

### Gruppe 1
| Klub                                 | Spiele | S | U | N | Tore  | Punkte |
| ------------------------------------ | ------ | - | - | - | ----- | ------ |
| Cruzeiro EC                          | 6      | 3 | 2 | 1 | 11:07 | 11     |
| Club Atlético San Lorenzo de Almagro | 6      | 3 | 1 | 2 | 08:07 | 10     |
| FC Caracas                           | 6      | 2 | 1 | 3 | 06:11 | 07     |
| Real Potosí                          | 6      | 2 | 0 | 4 | 11:11 | 06     |

| 12. Februar 2008                     |     |                                                                         |
| FC Caracas                           | 2:0 | Club Atlético San Lorenzo de Almagro \|\| Estadio Brígido Iriarte       |
| 13. Februar 2008                     |     |                                                                         |
| Cruzeiro EC                          | 3:0 | Real Potosí \|\| Mineirão                                               |
| 21. Februar 2008                     |     |                                                                         |
| Club Atlético San Lorenzo de Almagro | 0:0 | Cruzeiro EC \|\| El Nuevo Gasómetro                                     |
| 26. Februar 2008                     |     |                                                                         |
| FC Caracas                           | 2:1 | Real Potosí \|\| Estadio Brígido Iriarte                                |
| 4. März 2008                         |     |                                                                         |
| Cruzeiro EC                          | 3:0 | FC Caracas \|\| Mineirão                                                |
| 11. März 2008                        |     |                                                                         |
| Real Potosí                          | 2:3 | Club Atlético San Lorenzo de Almagro \|\| Estadio Victor Agustín Ugarte |
| 18. März 2008                        |     |                                                                         |
| FC Caracas                           | 1:1 | Cruzeiro EC \|\| Estadio Olímpico                                       |
| 25. März 2008                        |     |                                                                         |
| Club Atlético San Lorenzo de Almagro | 1:0 | Real Potosí \|\| El Nuevo Gasómetro                                     |
| 1. April 2008                        |     |                                                                         |
| Real Potosí                          | 3:1 | FC Caracas \|\| Estadio Victor Agustín Ugarte                           |
| 3. April 2008                        |     |                                                                         |
| Cruzeiro EC                          | 3:1 | Club Atlético San Lorenzo de Almagro \|\| Ipatingão                     |
| 16. April 2008                       |     |                                                                         |
| Real Potosí                          | 5:1 | Cruzeiro EC \|\| Estadio Victor Agustín Ugarte                          |
| Club Atlético San Lorenzo de Almagro | 3:0 | FC Caracas \|\| El Nuevo Gasómetro                                      |

### Gruppe 2
| Klub                    | Spiele | S | U | N | Tore | Punkte |
| ----------------------- | ------ | - | - | - | ---- | ------ |
| Estudiantes de La Plata | 6      | 3 | 2 | 1 | 9:5  | 11     |
| CA Lanús                | 6      | 2 | 4 | 0 | 9:6  | 10     |
| Deportivo Cuenca        | 6      | 1 | 3 | 2 | 2:5  | 06     |
| Danubio FC              | 6      | 1 | 1 | 4 | 5:9  | 04     |

| 12. Februar 2008        |     |                                                                          |
| Deportivo Cuenca        | 1:0 | Estudiantes de La Plata \|\| Estadio Alejandro Serrano Aguilar           |
| 14. Februar 2008        |     |                                                                          |
| CA Lanús                | 3:1 | Danubio FC \|\| Estadio Ciudad de Lanús – Néstor Díaz Pérez              |
| 21. Februar 2008        |     |                                                                          |
| Deportivo Cuenca        | 0:0 | Danubio FC \|\| Estadio Alejandro Serrano Aguilar                        |
| 26. Februar 2008        |     |                                                                          |
| Estudiantes de La Plata | 0:0 | CA Lanús \|\| Estadio Ciudad de La Plata                                 |
| 5. März 2008            |     |                                                                          |
| Danubio FC              | 1:2 | Estudiantes de La Plata \|\| Estadio Centenario                          |
| 13. März 2008           |     |                                                                          |
| CA Lanús                | 0:0 | Deportivo Cuenca \|\| Estadio Ciudad de Lanús – Néstor Díaz Pérez        |
| 18. März 2008           |     |                                                                          |
| Estudiantes de La Plata | 2:0 | Danubio FC \|\| Estadio Ciudad de La Plata                               |
| 20. März 2008           |     |                                                                          |
| Deportivo Cuenca        | 1:1 | CA Lanús \|\| Estadio Alejandro Serrano Aguilar                          |
| 27. März 2008           |     |                                                                          |
| Danubio FC              | 2:0 | Deportivo Cuenca \|\| El Parque Central                                  |
| 2. April 2008           |     |                                                                          |
| CA Lanús                | 3:3 | Estudiantes de La Plata \|\| Estadio Ciudad de Lanús – Néstor Díaz Pérez |
| 15. April 2008          |     |                                                                          |
| Danubio FC              | 1:2 | CA Lanús \|\| El Parque Central                                          |
| Estudiantes de La Plata | 2:0 | Deportivo Cuenca \|\| Estadio Ciudad de La Plata                         |

### Gruppe 3
| Klub          | Spiele | S | U | N | Tore  | Punkte |
| ------------- | ------ | - | - | - | ----- | ------ |
| CF Atlas      | 6      | 3 | 2 | 1 | 11:06 | 11     |
| Boca Juniors  | 6      | 3 | 1 | 2 | 12:09 | 10     |
| CSD Colo-Colo | 6      | 3 | 1 | 2 | 11:09 | 10     |
| UA Maracaibo  | 6      | 0 | 2 | 4 | 03:13 | 02     |

| 20. Februar 2008 |     |                                                          |
| UA Maracaibo     | 1:1 | Boca Juniors \|\| Estadio José Encarnación Romero        |
| 21. Februar 2008 |     |                                                          |
| CF Atlas         | 3:0 | CSD Colo-Colo \|\| Estadio Jalisco                       |
| 28. Februar 2008 |     |                                                          |
| UA Maracaibo     | 1:3 | CSD Colo-Colo \|\| Estadio José Encarnación Romero       |
| 6. März 2008     |     |                                                          |
| Boca Juniors     | 3:0 | CF Atlas \|\| La Bombonera                               |
| 12. März 2008    |     |                                                          |
| CF Atlas         | 3:0 | UA Maracaibo \|\| Estadio Jalisco                        |
| 20. März 2008    |     |                                                          |
| CSD Colo-Colo    | 2:0 | Boca Juniors \|\| Estadio Monumental (Santiago de Chile) |
| 25. März 2008    |     |                                                          |
| UA Maracaibo     | 1:1 | CF Atlas \|\| Estadio José Encarnación Romero            |
| 27. März 2008    |     |                                                          |
| Boca Juniors     | 4:3 | CSD Colo-Colo \|\| La Bombonera                          |
| 8. April 2008    |     |                                                          |
| CF Atlas         | 3:1 | Boca Juniors \|\| Estadio Jalisco                        |
| 10. April 2008   |     |                                                          |
| CSD Colo-Colo    | 2:0 | UA Maracaibo \|\| Estadio Monumental (Santiago de Chile) |
| 22. April 2008   |     |                                                          |
| CSD Colo-Colo    | 1:1 | CF Atlas \|\| Estadio Monumental (Santiago de Chile)     |
| Boca Juniors     | 3:0 | UA Maracaibo \|\| La Bombonera                           |

### Gruppe 4
| Klub                 | Spiele | S | U | N | Tore | Punkte |
| -------------------- | ------ | - | - | - | ---- | ------ |
| CR Flamengo          | 6      | 4 | 1 | 1 | 9:4  | 13     |
| Nacional Montevideo  | 6      | 4 | 0 | 2 | 9:5  | 12     |
| CS Cienciano         | 6      | 2 | 1 | 3 | 5:9  | 07     |
| Coronel Bolognesi FC | 6      | 0 | 2 | 4 | 0:5  | 02     |

| 13. Februar 2008    |     |                                                       |
| Coronel Bolognesi   | 0:0 | CR Flamengo \|\| Estadio Jorge Basadre                |
| 14. Februar 2008    |     |                                                       |
| CS Cienciano        | 2:1 | Nacional Montevideo \|\| Estadio Garcilaso de la Vega |
| 19. Februar 2008    |     |                                                       |
| Coronel Bolognesi   | 0:1 | Nacional Montevideo \|\| Estadio Jorge Basadre        |
| 27. Februar 2008    |     |                                                       |
| CR Flamengo         | 2:1 | CS Cienciano \|\| Maracanã                            |
| 6. März 2008        |     |                                                       |
| Nacional Montevideo | 3:0 | CR Flamengo \|\| El Parque Central                    |
| 11. März 2008       |     |                                                       |
| CS Cienciano        | 1:0 | Coronel Bolognesi \|\| Estadio Garcilaso de la Vega   |
| 19. März 2008       |     |                                                       |
| CR Flamengo         | 2:0 | Nacional Montevideo \|\| Maracanã                     |
| 25. März 2008       |     |                                                       |
| Coronel Bolognesi   | 0:0 | CS Cienciano \|\| Estadio Jorge Basadre               |
| 3. April 2008       |     |                                                       |
| Nacional Montevideo | 1:0 | Coronel Bolognesi \|\| El Parque Central              |
| 9. April 2008       |     |                                                       |
| CS Cienciano        | 0:3 | CR Flamengo \|\| Estadio Garcilaso de la Vega         |
| 23. April 2008      |     |                                                       |
| CR Flamengo         | 2:0 | Coronel Bolognesi \|\| Maracanã                       |
| Nacional Montevideo | 3:1 | CS Cienciano \|\| El Parque Central                   |

### Gruppe 5
| Klub                    | Spiele | S | U | N | Tore  | Punkte |
| ----------------------- | ------ | - | - | - | ----- | ------ |
| River Plate             | 6      | 4 | 0 | 2 | 14:08 | 12     |
| Club América            | 6      | 3 | 0 | 3 | 10:10 | 09     |
| CD Universidad Católica | 6      | 3 | 0 | 3 | 06:06 | 09     |
| Universidad San Martín  | 6      | 2 | 0 | 4 | 04:10 | 06     |

| 13. Februar 2008        |     |                                                                          |
| Universidad San Martín  | 2:0 | River Plate \|\| Estadio Monumental (Lima)                               |
| 20. Februar 2008        |     |                                                                          |
| Club América            | 2:1 | CD Universidad Católica \|\| Aztekenstadion                              |
| 26. Februar 2008        |     |                                                                          |
| Universidad San Martín  | 0:1 | CD Universidad Católica \|\| Estadio Monumental (Lima)                   |
| 27. Februar 2008        |     |                                                                          |
| River Plate             | 2:1 | Club América \|\| Estadio Monumental Antonio Vespucio Liberti            |
| 12. März 2008           |     |                                                                          |
| CD Universidad Católica | 1:2 | River Plate \|\| Estadio San Carlos de Apoquindo                         |
| 13. März 2008           |     |                                                                          |
| Club América            | 3:1 | Universidad San Martín \|\| Aztekenstadion                               |
| 26. März 2008           |     |                                                                          |
| River Plate             | 2:0 | CD Universidad Católica \|\| Estadio Monumental Antonio Vespucio Liberti |
| Universidad San Martín  | 1:0 | Club América \|\| Estadio Monumental (Lima)                              |
| 1. April 2008           |     |                                                                          |
| CD Universidad Católica | 1:0 | Universidad San Martín \|\| Estadio San Carlos de Apoquindo              |
| 2. April 2008           |     |                                                                          |
| Club América            | 4:3 | River Plate \|\| Aztekenstadion                                          |
| 17. April 2008          |     |                                                                          |
| Universidad Católica    | 2:0 | Club América \|\| Estadio San Carlos de Apoquindo                        |
| River Plate             | 5:0 | Universidad San Martín \|\| Estadio Monumental Antonio Vespucio Liberti  |

### Gruppe 6
| Klub             | Spiele | S | U | N | Tore  | Punkte |
| ---------------- | ------ | - | - | - | ----- | ------ |
| Cúcuta Deportivo | 6      | 3 | 2 | 1 | 07:04 | 11     |
| FC Santos        | 6      | 3 | 1 | 2 | 13:06 | 10     |
| CD Guadalajara   | 6      | 3 | 0 | 3 | 08:05 | 09     |
| Club San José    | 6      | 1 | 1 | 4 | 04:17 | 04     |

| 13. Februar 2008 |     |                                               |
| Cúcuta Deportivo | 0:0 | FC Santos \|\| Estadio General Santander      |
| 19. Februar 2008 |     |                                               |
| CD Guadalajara   | 2:0 | Club San José \|\| Estadio Jalisco            |
| 28. Februar 2008 |     |                                               |
| Cúcuta Deportivo | 0:0 | Club San José \|\| Estadio General Santander  |
| 4. März 2008     |     |                                               |
| FC Santos        | 1:0 | CD Guadalajara \|\| Estádio Urbano Caldeira   |
| 11. März 2008    |     |                                               |
| CD Guadalajara   | 0:1 | Cúcuta Deportivo \|\| Estadio Jalisco         |
| 19. März 2008    |     |                                               |
| Club San José    | 2:1 | FC Santos \|\| Estadio Jesús Bermúdez         |
| 27. März 2008    |     |                                               |
| Cúcuta Deportivo | 1:0 | CD Guadalajara \|\| Estadio General Santander |
| 1. April 2008    |     |                                               |
| FC Santos        | 7:0 | Club San José \|\| Estádio Urbano Caldeira    |
| 8. April 2008    |     |                                               |
| Club San José    | 2:4 | Cúcuta Deportivo \|\| Estadio Jesús Bermúdez  |
| 9. April 2008    |     |                                               |
| CD Guadalajara   | 3:2 | FC Santos \|\| Estadio Jalisco                |
| 16. April 2008   |     |                                               |
| Club San José    | 0:3 | CD Guadalajara \|\| Estadio Jesús Bermúdez    |
| FC Santos        | 2:1 | Cúcuta Deportivo \|\| Estádio Urbano Caldeira |

### Gruppe 7
| Klub              | Spiele | S | U | N | Tore  | Punkte |
| ----------------- | ------ | - | - | - | ----- | ------ |
| FC São Paulo      | 6      | 3 | 2 | 1 | 06:04 | 11     |
| Atlético Nacional | 6      | 2 | 2 | 2 | 08:05 | 08     |
| Sportivo Luqueño  | 6      | 2 | 1 | 3 | 08:10 | 07     |
| Audax Italiano    | 6      | 2 | 1 | 3 | 06:09 | 07     |

| 19. Februar 2008  |     |                                                               |
| Audax Italiano    | 1:2 | Sportivo Luqueño \|\| Estadio Monumental (Santiago de Chile)  |
| 27. Februar 2008  |     |                                                               |
| Atlético Nacional | 1:1 | FC São Paulo \|\| Estadio Atanasio Girardot                   |
| 5. März 2008      |     |                                                               |
| FC São Paulo      | 2:1 | Audax Italiano \|\| Estádio do Morumbi                        |
| 6. März 2008      |     |                                                               |
| Atlético Nacional | 3:0 | Sportivo Luqueño \|\| Estadio Atanasio Girardot               |
| 18. März 2008     |     |                                                               |
| Audax Italiano    | 1:0 | Atlético Nacional \|\| Estadio Monumental (Santiago de Chile) |
| 20. März 2008     |     |                                                               |
| Sportivo Luqueño  | 1:1 | FC São Paulo \|\| Estadio Feliciano Cáceres                   |
| 2. April 2008     |     |                                                               |
| FC São Paulo      | 1:0 | Sportivo Luqueño \|\| Morumbi-Stadion                         |
| 3. April 2008     |     |                                                               |
| Atlético Nacional | 1:1 | Audax Italiano \|\| Estadio Atanasio Girardot                 |
| 10. April 2008    |     |                                                               |
| Sportivo Luqueño  | 1:3 | Atlético Nacional \|\| Estadio Feliciano Cáceres              |
| Audax Italiano    | 1:0 | FC São Paulo \|\| Estadio Monumental (Santiago de Chile)      |
| 23. April 2008    |     |                                                               |
| Sportivo Luqueño  | 4:1 | Audax Italiano \|\| Estadio Feliciano Cáceres                 |
| FC São Paulo      | 1:0 | Atlético Nacional \|\| Morumbi-Stadion                        |

### Gruppe 8
| Klub               | Spiele | S | U | N | Tore  | Punkte |
| ------------------ | ------ | - | - | - | ----- | ------ |
| Fluminense FC      | 6      | 4 | 1 | 1 | 11:03 | 13     |
| LDU Quito          | 6      | 3 | 1 | 2 | 10:05 | 10     |
| Arsenal de Sarandí | 6      | 3 | 0 | 3 | 06:14 | 09     |
| Club Libertad      | 6      | 1 | 0 | 5 | 05:10 | 03     |

| 20. Februar 2008   |     |                                                  |
| Arsenal de Sarandí | 1:0 | Club Libertad \|\| Estadio Julio H. Grondona     |
| Liga de Quito      | 0:0 | Fluminense FC \|\| Estadio La Casa Blanca        |
| 4. März 2008       |     |                                                  |
| Liga de Quito      | 2:0 | Club Libertad \|\| Estadio La Casa Blanca        |
| 5. März 2008       |     |                                                  |
| Fluminense FC      | 6:0 | Arsenal de Sarandí \|\| Maracanã                 |
| 12. März 2008      |     |                                                  |
| Arsenal de Sarandí | 0:1 | Liga de Quito \|\| Estadio Julio H. Grondona     |
| 19. März 2008      |     |                                                  |
| Club Libertad      | 1:2 | Fluminense FC \|\| Estadio Dr. Nicolás Leoz      |
| 26. März 2008      |     |                                                  |
| Liga de Quito      | 6:1 | Arsenal de Sarandí \|\| Estadio La Casa Blanca   |
| 2. April 2008      |     |                                                  |
| Fluminense FC      | 2:0 | Club Libertad \|\| Maracanã                      |
| 8. April 2008      |     |                                                  |
| Club Libertad      | 3:1 | Liga de Quito \|\| Estadio Dr. Nicolás Leoz      |
| Arsenal de Sarandí | 2:0 | Fluminense FC \|\| Estadio Julio H. Grondona     |
| 17. April 2008     |     |                                                  |
| Club Libertad      | 1:2 | Arsenal de Sarandí \|\| Estadio Dr. Nicolás Leoz |
| Fluminense FC      | 1:0 | Liga de Quito \|\| Maracanã                      |

## Achtelfinale
Für das Achtelfinale qualifizierten sich der Erste und der Zweite jeder Gruppe.
Die Spiele wurden nicht ausgelost, sondern über eine Setzliste bestimmt. An die acht Gruppensieger wurden entsprechend ihrer Rangfolge die Startnummern 1 bis 8 vergeben, der beste Gruppensieger erhielt also die 1, der zweitbeste Gruppensieger die 2 usw. Die acht Gruppenzweiten erhielten die Startnummern 9 bis 16. Im Achtelfinale spielten dann 1 – 16, 2 – 15, 3 – 14 …, also der beste Gruppenerste gegen den schlechtesten Gruppenzweiten usw.
| 1                                        | Fluminense FC                        | 13 | +08 |
| 2                                        | CR Flamengo                          | 13 | +05 |
| 3                                        | River Plate                          | 12 | +06 |
| 4                                        | CF Atlas                             | 11 | +05 |
| 5                                        | Cruzeiro EC                          | 11 | +04 |
| 6                                        | Estudiantes de La Plata              | 11 | +04 |
| 7                                        | Cúcuta Deportivo                     | 11 | +03 |
| 8                                        | FC São Paulo                         | 11 | +02 |
| 9                                        | Nacional Montevideo                  | 12 | +04 |
| 10                                       | FC Santos                            | 10 | +07 |
| 11                                       | LDU Quito                            | 10 | +05 |
| 12                                       | Boca Juniors                         | 10 | +03 |
| 13                                       | CA Lanús                             | 10 | +03 |
| 14                                       | Club Atlético San Lorenzo de Almagro | 10 | +01 |
| 15                                       | Club América                         | 09 | ±0  |
| 16                                       | Atlético Nacional                    | 08 | +03 |
| Farblegende: Gruppensieger Gruppenzweite |                                      |    |     |

Es kam daher zu folgenden Partien. Die Hinspiele wurden zwischen dem 29. April und dem 1. Mai 2008 ausgetragen, die Rückspiele zwischen dem 6. und dem 8. Mai 2008. Die jeweils erstgenannte Mannschaft hatte im Hinspiel Heimrecht, die jeweils andere im Rückspiel.
|                                      | Gesamt |                         | Hinspiel | Rückspiel |
| ------------------------------------ | ------ | ----------------------- | -------- | --------- |
| Atlético Nacional                    | 1:3    | Fluminense FC           | 1:2      | 0:1       |
| Nacional Montevideo                  | 0:2    | FC São Paulo            | 0:0      | 0:2       |
| Boca Juniors                         | 4:2    | Cruzeiro EC             | 2:1      | 2:1       |
| CA Lanús                             | 2:3    | CF Atlas                | 0:1      | 2:2       |
| LDU Quito                            | 3:2    | Estudiantes de La Plata | 2:0      | 1:2       |
| Club Atlético San Lorenzo de Almagro | 4:3    | River Plate             | 2:1      | 2:2       |
| FC Santos                            | 4:0    | Cúcuta Deportivo        | 2:0      | 2:0       |
| Club América                         | 5:4    | CR Flamengo             | 2:4      | 3:0       |

Mit den Partien im Achtelfinale wurde der weitere Verlauf der K.-o.-Runden bis zum Finale festgelegt.

## Viertelfinale
Die Hinspiele wurden am 14. und 15. Mai, die Rückspiele am 21. und 22. Mai 2008 ausgetragen. Die erstgenannte Mannschaft hatte zuerst ein Heimspiel.
|                                      | Gesamt          |               | Hinspiel | Rückspiel |
| ------------------------------------ | --------------- | ------------- | -------- | --------- |
| FC São Paulo                         | 2:3             | Fluminense FC | 1:0      | 1:3       |
| Boca Juniors                         | 5:2             | CF Atlas      | 2:2      | 3:0       |
| Club Atlético San Lorenzo de Almagro | 2:2 (3:5 i. E.) | LDU Quito     | 1:1      | 1:1       |
| Club América                         | 2:1             | FC Santos     | 2:0      | 0:1       |

## Halbfinale
Die Halbfinalspiele fanden am 28. bzw. 29. Mai und 4. bzw. 5. Juni 2008 statt. Die erstgenannte Mannschaft hatte im Hinspiel Heimrecht, die andere im Rückspiel. Es galt die Auswärtstorregel.
|              | Gesamt |                           | Hinspiel | Rückspiel |
| ------------ | ------ | ------------------------- | -------- | --------- |
| Boca Juniors | 3:5    | Fluminense Rio de Janeiro | 2:2      | 1:3       |
| Club América | 1:1    | LDU Quito                 | 1:1      | 0:0       |

## Finale
Das Finale der Copa Libertadores wurde in Hin- und Rückspiel ausgetragen, wobei im Gegensatz zum restlichen Turnier die Auswärtstorregel außer Kraft gesetzt war. Das Finale war auch die einzige Runde, in der es eine Verlängerung gab.
Das Hinspiel fand am 25. Juni im Estadio La Casa Blanca in Quito statt, das Rückspiel wurde am 2. Juli im Maracanã-Stadion in Rio de Janeiro ausgetragen. Beide Mannschaften standen erstmals im Finale des Wettbewerbs. Sie standen zudem gemeinsam in Vorrundengruppe 8 und trennten sich hier in Quito 0:0; in Rio de Janeiro siegte Fluminense mit 1:0.
Schließlich kam es nach 4:2 und 1:3 zum Elfmeterschießen, in dem der ecuadorianische Nationaltorhüter José Francisco Cevallos, der bereits 1998 mit dem Barcelona SC Guayaquil im Finale um die Copa Libertadores gestanden hatte, drei Elfmeter parierte und so zum Helden in ganz Ecuador wurde. Liga Deportiva ist mit dem Gewinn der Copa gleichzeitig für die FIFA-Klub-Weltmeisterschaft 2008 in Japan qualifiziert.

### Hinspiel
| LDU Quito                                                                       | LDU Quito | Fluminense FC | Fluminense FC |
| ------------------------------------------------------------------------------- | --- | --- | ------------- |
| LDU Quito                                                                       | \| Mittwoch, 25. Juni 2008 um 17:50 Uhr in Quito, Ecuador (Estadio La Casa Blanca) \| \| Ergebnis: 4:2 (4:1) \| \| Zuschauer: 42.000 (ausverkauft) \| \| Schiedsrichter: Carlos Chandía ( Chile) \|                                                          | \| Mittwoch, 25. Juni 2008 um 17:50 Uhr in Quito, Ecuador (Estadio La Casa Blanca) \| \| Ergebnis: 4:2 (4:1) \| \| Zuschauer: 42.000 (ausverkauft) \| \| Schiedsrichter: Carlos Chandía ( Chile) \|   | Fluminense FC |
| LDU Quito                                                                       | José Cevallos – Jairo Campos, Renán Calle, Norberto Araujo, Paúl Ambrossi – Enrique Vera, Patricio Urrutia, Luis Bolaños, Joffre Guerrón, Damián Manso (74. William Araujo) – Claudio Bieler (82. Agustín Delgado) Cheftrainer: Edgardo Bauza ( Argentinien) | Fernando Henrique – Luiz Alberto, Gabriel, Thiago Silva, Júnior César, Ygor – Arouca (67. Maurício), Thiago Neves (90. Roger), Darío Conca – Cícero, Washington (72. Dodô) Cheftrainer: Renato Gaúcho | Fluminense FC |
| LDU Quito                                                                       | 1:0 Claudio Bieler (2.) 2:1 Joffre Guerrón (28.) 3:1 Jairo Campos (34.) 4:1 Patricio Urrutia (45.) | 1:1 Darío Conca (11.) 4:2 Thiago Neves (52.) | Fluminense FC |
| LDU Quito                                                                       | Enrique Vera (22.), Claudio Bieler (39.), Norberto Araujo (60.) | Luiz Alberto (25.), Ygor (42.), Washington (67.) | Fluminense FC |
| Mittwoch, 25. Juni 2008 um 17:50 Uhr in Quito, Ecuador (Estadio La Casa Blanca) | | |               |
| Ergebnis: 4:2 (4:1)                                                             | | |               |
| Zuschauer: 42.000 (ausverkauft)                                                 | | |               |
| Schiedsrichter: Carlos Chandía ( Chile)                                         | | |               |

### Rückspiel
| Fluminense FC                                                               | Fluminense FC | LDU Quito | LDU Quito |
| --------------------------------------------------------------------------- | --- | --- | --------- |
| Fluminense FC                                                               | \| Mittwoch, 2. Juli 2008 um 21:50 Uhr in Rio de Janeiro, Brasilien (Maracanã) \| \| Ergebnis: 3:1 n. V. (3:1, 2:1), 1:3 i. E. \| \| Zuschauer: 86.027 \| \| Schiedsrichter: Héctor Baldassi ( Argentinien) \| | \| Mittwoch, 2. Juli 2008 um 21:50 Uhr in Rio de Janeiro, Brasilien (Maracanã) \| \| Ergebnis: 3:1 n. V. (3:1, 2:1), 1:3 i. E. \| \| Zuschauer: 86.027 \| \| Schiedsrichter: Héctor Baldassi ( Argentinien) \|                                               | LDU Quito |
| Fluminense FC                                                               | Fernando Henrique – Gabriel (105. Maurício), Thiago Silva, Luiz Alberto, Júnior César – Ygor (46. Dodô), Arouca (110. Roger), Thiago Neves, Darío Conca – Cícero, Washington Cheftrainer: Renato Gaúcho        | José Cevallos – Jairo Campos, Norberto Araujo, Renán Calle, Paúl Ambrossi – Patricio Urrutia, Enrique Vera, Joffre Guerrón, Luis Bolaños (105. Franklin Salas), Damián Manso (87. William Araujo) – Claudio Bieler Cheftrainer: Edgardo Bauza ( Argentinien) | LDU Quito |
| Fluminense FC                                                               | 1:1 Thiago Neves (12.) 2:1 Thiago Neves (28.) 3:1 Thiago Neves (58.) | 0:1 Luis Bolaños (6.) | LDU Quito |
| Fluminense FC                                                               | Elfmeterschießen | | LDU Quito |
| Fluminense FC                                                               | José Cevallos hält gegen Darío Conca José Cevallos hält gegen Thiago Neves 1:1 Cícero José Cevallos hält gegen Washington                                                                                      | 0:1 Patricio Urrutia Fernando Henrique hält gegen Jairo Campos 1:2 Franklin Salas 1:3 Joffre Guerrón | LDU Quito |
| Fluminense FC                                                               | Luiz Alberto (65.), Cícero (86.), Thiago Silva (117.) | Bieler (31.), Vera (63.), Cevallos (116.), Guerrón (120.) | LDU Quito |
| Fluminense FC                                                               | Luiz Alberto (120.) | | LDU Quito |
| Mittwoch, 2. Juli 2008 um 21:50 Uhr in Rio de Janeiro, Brasilien (Maracanã) | | |           |
| Ergebnis: 3:1 n. V. (3:1, 2:1), 1:3 i. E.                                   | | |           |
| Zuschauer: 86.027                                                           | | |           |
| Schiedsrichter: Héctor Baldassi ( Argentinien)                              | | |           |

## Beste Torschützen
| Rang | Spieler            | Klub             | Tore |
| ---- | ------------------ | ---------------- | ---- |
| 1    | Salvador Cabañas   | Club América     | 8    |
|      | Marcelo Moreno     | Cruzeiro EC      | 8    |
| 3    | Sebastián Abreu    | River Plate      | 7    |
|      | Bruno Marioni      | CF Atlas         | 7    |
|      | Thiago Neves       | Fluminense FC    | 7    |
|      | Martín Palermo     | Boca Juniors     | 7    |
| 7    | Adriano            | FC São Paulo     | 6    |
|      | Kléber Pereira     | FC Santos        | 6    |
|      | Mauricio Molina    | FC Santos        | 6    |
|      | Washington         | Fluminense FC    | 6    |
| 11   | Gustavo Biscayzacú | CSD Colo-Colo    | 5    |
|      | Luis Bolaños       | LDU Quito        | 5    |
|      | Marcinho           | CR Flamengo      | 5    |
|      | Ramires            | Cruzeiro EC      | 5    |
|      | Matías Urbano      | Cúcuta Deportivo | 5    |